# Adel verpflichtet (Film)
Adel verpflichtet (Originaltitel: Kind Hearts and Coronets) ist eine britische Kriminalkomödie in Schwarzweiß aus dem Jahr 1949. Das Drehbuch stammt von John Dighton und Robert Hamer und basiert auf dem Roman Israel Rank von Roy Horniman, der um die Jahrhundertwende spielt. Die Drehbuchautoren schrieben ihn zu einer schwarzhumorigen Komödie über eine Mordserie an einer adeligen Familie um. Eine Besonderheit des Films ist, dass alle acht getöteten Familienmitglieder von Alec Guinness gespielt werden. Der Film gilt heute als einer der besten britischen Filme aller Zeiten.

## Handlung
Der Film, der in den ersten Jahren des 20. Jahrhunderts spielt, beginnt mit einer Rahmenhandlung: Louis Mazzini D’Ascoyne, 10. Herzog von Chalfont, ein gutaussehender junger Mann, sitzt in der Todeszelle eines Londoner Gefängnisses. Am Vorabend seiner Hinrichtung trifft der Henker ein, um seine Vorbereitungen zu treffen; er ist zutiefst beeindruckt von der Aussicht, einen Herzog hängen zu dürfen. Dieser bleibt äußerlich ungerührt. Er hat im Gefängnis seine Memoiren verfasst und liest sie jetzt noch einmal durch.
Wir erfahren seine Lebensgeschichte: Louis’ Mutter war die Tochter des 7. Herzogs von Chalfont, des Oberhauptes der adelsstolzen (fiktiven) Familie D’Ascoyne auf Chalfont Castle in Kent. Sie verliebt sich in den italienischen Opernsänger Mazzini, brennt mit ihm durch und heiratet ihn. Von ihrer Familie verstoßen, lebt sie mit ihrem Mann in glücklicher Ehe, aber unter ärmlichsten Umständen in Clapham. Als Louis zur Welt kommt, ist sein Vater von der Geburt des Sohnes so ergriffen, dass er bei seinem Anblick einen Herzschlag erleidet. Die Mutter bleibt mit dem Kind allein zurück.
Der kleine Louis wird von seiner Mutter im Wissen um seine Herkunft äußerst sorgfältig zu besten Umgangsformen und perfekter Selbstbeherrschung erzogen. Immer wieder zeigt sie ihm den Stammbaum ihrer Familie und macht ihn mit der Familiengeschichte vertraut. Die Würde eines Herzogs von Chalfont ist den D’Ascoynes im 17. Jahrhundert von König Karl II. verliehen worden. Der 1. Herzog erhielt sie für Dienste, die er dem exilierten König leistete. Für Dienste, die die Herzogin dem König nach der Restauration leistete (eine Anspielung auf dessen zahlreiche Liebschaften), erhielt die Familie das Recht, die Herzogswürde auch in der weiblichen Linie zu vererben. Theoretisch kann also auch Louis eines Tages Herzog werden.
Die D’Ascoynes ignorieren die Mazzinis allerdings komplett. Briefe von Louis’ Mutter an ihre Familie bleiben stets unbeantwortet. Als sie für ihren mittlerweile erwachsenen Sohn um eine Stellung in der Privatbank von Lord Ascoyne D’Ascoyne bittet, teilt dieser ihr mit, dass er von der Existenz eines Sohnes nichts wisse. Louis kann deshalb keinen standesgemäßen Beruf ergreifen und muss sich als Verkäufer in einem Modegeschäft verdingen. Louis’ Mutter wird von einer Straßenbahn überfahren, weil sie aus Geldmangel ihre Brille nicht reparieren lassen konnte, und stirbt an den Folgen. Ihr letzter Wunsch ist es, in der Familiengruft der D’Ascoynes auf Chalfont Castle begraben zu werden. Louis schreibt dem Bruder seiner Mutter, dem 8. Herzog von Chalfont, aber dieser schlägt die Bitte ab.
Nach dem Tod seiner Mutter wird Louis von Dr. Halford, einem Freund der Familie, aufgenommen. Er verliebt sich in dessen hübsche und kapriziöse Tochter Sibella, die ihn zwar nett findet, aber auslacht, als er ihr einen Heiratsantrag macht, und sich statt für den mittellosen Bewerber für den langweiligen, aber reichen Erben Lionel Holland entscheidet. Ein bescheidener beruflicher Aufstieg führt Louis in ein vornehmes Modegeschäft des Londoner Westend, wo er zum ersten Mal  einem leibhaftigen Mitglied der Familie D’Ascoyne als Kunden begegnet. Als er sich gegen dessen arrogante Unverschämtheit zur Wehr setzt, wird er auf der Stelle entlassen.
Daraufhin fasst Louis den Entschluss, nicht mehr nur von der Herzogswürde zu träumen, sondern sich für das seiner armen Mutter und ihm selbst angetane Unrecht an den D’Ascoynes zu rächen, indem er tatsächlich Herzog von Chalfont wird. Erreichen kann er dieses Ziel nur, wenn nicht nur der derzeitige 8. Herzog, sondern auch alle anderen Familienmitglieder sterben, die in der Erbfolge vor Louis stehen – insgesamt acht Personen. Da auf natürlichem Weg nicht damit zu rechnen ist, beschließt Louis, die hinderlichen Verwandten aus dem Weg zu räumen.
Den Urheber seiner Entlassung lässt er auf einer Bootsfahrt in Maidenhead ertrinken (samt dessen Geliebter); der leidenschaftliche Amateurfotograf Henry D’Ascoyne stirbt bei einer Explosion in seiner Dunkelkammer, nachdem Louis dort Chemikalien ausgetauscht hat; den leicht vertrottelten alten Pfarrer D’Ascoyne besucht er in der Verkleidung eines Kolonialbischofs und vergiftet dessen Portwein; die Suffragette Lady Agatha D’Ascoyne ermordet er, indem er den Ballon abschießt, von dem aus sie Flugblätter abwirft, und General Rufus D’Ascoyne fällt einer Dose Kaviar zum Opfer, in der eine Bombe versteckt war. Admiral Horatio D’Ascoyne eliminiert sich selbst, indem er nach einer von ihm verschuldeten Kollision zweier Kriegsschiffe mit seinem Schiff untergeht.
Nach der Ermordung des ersten D’Ascoyne schreibt Louis dessen Vater, dem Privatbankier, einen wohlformulierten Kondolenzbrief und gewinnt dadurch dessen Aufmerksamkeit und eine Stelle in der Bank. Damit beginnt sein gesellschaftlicher Aufstieg. Er erwirbt sich durch seine Fähigkeiten und durch sein formvollendetes Auftreten das Vertrauen seines Arbeitgebers und steigt zu dessen Privatsekretär auf. Zudem macht er Edith D’Ascoyne, der schönen Witwe des von ihm ermordeten Amateurfotografen, den Hof, unterhält aber daneben eine ehebrecherische Beziehung zu seiner Jugendliebe Sibella, die von ihrer Ehe mit dem plumpen Lionel frustriert ist. Als Edith ihn erhört, lässt er Sibella fallen, denn Edith erscheint ihm als die würdigere Herzogin.
Anlässlich der bevorstehenden Verlobung lädt der Herzog von Chalfont als Familienoberhaupt Louis und Edith nach Chalfont Castle ein. Louis begleitet den Herzog zur Jagd in die umliegenden Wälder und erschießt ihn, nachdem er ihn in eine seiner eigenen Wildererfallen gelockt hat; den Mord lässt er wie einen Jagdunfall aussehen. Dadurch geht der Herzogstitel auf das letzte verbliebene Familienmitglied, Louis’ Arbeitgeber, über, der beim Erhalt der Nachricht einen Schlaganfall erleidet und daran stirbt. Kurz zuvor hatte er Louis als nunmehrigen Anwärter auf den Herzogstitel noch zu seinem Teilhaber und Erben gemacht, was Louis in die Lage versetzte, den inzwischen bankrotten Lionel Holland, der ihn betrunken um Hilfe anflehte und mit Selbstmord drohte, kalt abweisen zu können.
Louis ist nun am Ziel seiner Wünsche und nimmt als 10. Herzog von Chalfont, begleitet von Edith, sein Schloss in Besitz. Soeben hat er sich mit einer wohlgesetzten Ansprache seinen begeisterten Untergebenen vorgestellt, als ein Detektiv-Inspektor von Scotland Yard erscheint und ihn wegen Mordes verhaftet. Louis, der sich fragt, bei welchem seiner Morde ihm ein Fehler unterlaufen sein könnte, erfährt zu seiner Überraschung, dass er im Verdacht steht, Lionel Holland ermordet zu haben. Er nimmt das einem Herzog zustehende Privileg in Anspruch, vom House of Lords gerichtet zu werden. Während die treue Edith ihn im Gefängnis heiratet, bekennt Sibella während der Gerichtsverhandlung in einer theaterreifen Vorstellung ihr Verhältnis mit Louis und erweckt den Eindruck, dass er Lionel aus Eifersucht umgebracht habe. Die Lords fallen darauf herein und sprechen ihn schuldig. Louis wird zum Tod durch den Strang verurteilt.
Der Film kehrt zur Rahmenhandlung zurück: In den Tagen vor seiner Hinrichtung erhält Louis Besuche von Edith und Sibella. Während Edith ihm die Affäre mit Sibella verzeiht, bietet Sibella ihm ein Geschäft an: Sie lässt durchblicken, dass sie ihn als Mörder der D’Ascoynes durchschaut hat; falls er sich bereit erkläre, auch Edith zu töten und anschließend Sibella zu heiraten und zur Herzogin zu machen, werde Lionels Abschiedsbrief auf wundersame Weise auftauchen und dessen Selbstmord beweisen. Louis bleibt nichts anderes übrig, als darauf einzugehen. Der Hinrichtungstermin rückt jedoch näher, ohne dass er etwas von Sibella hört. Louis nutzt die ihm verbleibende Zeit, um seine Lebensgeschichte einschließlich aller begangenen Morde detailliert niederzuschreiben, und schließt sie am Morgen der Hinrichtung ab.
Als der Gefängnisdirektor und der Henker kommen, um ihn zur Hinrichtung zu holen, bittet der Henker darum, noch ein selbstverfasstes Gedicht vortragen zu dürfen, und Louis, höflich wie immer, erlaubt es ihm. Dadurch verzögert sich die Vollstreckung, und ein Vollzugsbeamter überbringt in letzter Minute die Nachricht, dass Lionels Abschiedsbrief gefunden wurde.
Louis wird freigelassen und findet vor dem Gefängnistor nicht nur eine begeisterte Menschenmenge vor, sondern auch zwei Kutschen. In der einen sitzt Edith, in der anderen Sibella. Beide Frauen blicken ihn einladend und erwartungsvoll an. Während Louis von der einen zur anderen schaut, nähert sich ihm ein Zeitungsreporter und bietet ihm den Abdruck seiner Memoiren an. Da erst fällt ihm sein Manuskript ein, das noch auf dem Tisch in der Zelle liegt…

## Hintergrund

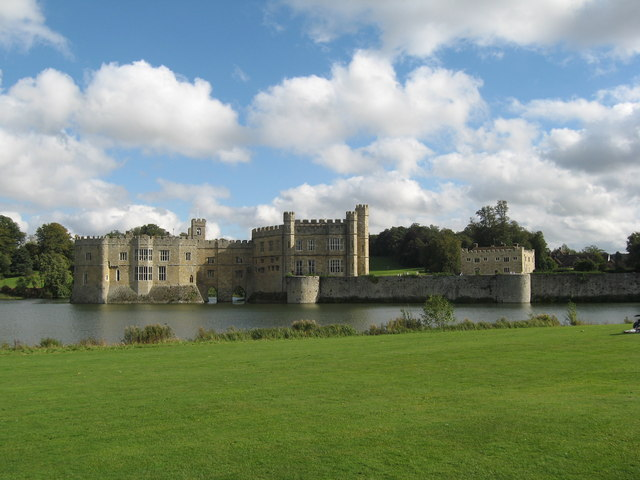
Leeds Castle in Kent diente als Kulisse für den Film

Die Szenen am Familiensitz der D’Ascoynes, Chalfont, wurden im Leeds Castle in der englischen Grafschaft Kent gedreht.
Der englische Originaltitel des Films ist Kind Hearts and Coronets, eine Anspielung auf das 1842 verfasste Gedicht „Lady Clara Vere de Vere“ von Alfred Tennyson, in dem es über adelige Tugenden heißt: „Kind hearts are more than coronets, And simple faith than Norman blood“ („Ein gutes Herz gilt mehr als Adelskronen, und schlichter Glaube mehr als blaues Blut“) – die Verse werden im Film von Edith D’Ascoyne zitiert, um zu verdeutlichen, wie falsch die Familienmitglieder der D’Ascoyne sind. In Frankreich hieß der Filmtitel Noblesse oblige, also ebenfalls Adel verpflichtet.
Für das US-amerikanische Publikum wurde der Film zensiert: Der Ehebruch zwischen zwei Protagonisten wurde nicht erwähnt und ein Kinderreim, in dem das Wort „Nigger“ vorkommt, wurde anders übersetzt. Das Ende wurde ebenfalls so umgestaltet, dass Louis’ Taten entlarvt werden: Nachdem Louis durch das Angebot des Zeitungsreporters an das Manuskript in seiner Zelle erinnert worden ist, bringt ein Wärter die Memoiren dem Gefängnisdirektor, der sie daraufhin liest. Die US-Version war sechs Minuten kürzer als die englische.
Der Film wurde im Jahr 2000 von den Lesern der Filmzeitschrift Total Film auf den 25. Platz der besten Komödien aller Zeiten gewählt und landete 2004 – ebenfalls bei einer Umfrage von Total Film – auf dem siebten Platz der besten britischen Filme aller Zeiten. Auf der Liste der 100 besten britischen Filme, die das Magazin Empire 2016 veröffentlichte, rangiert er ebenfalls auf Platz 7.
Obwohl später einer seiner Lieblingsfilme, war Produzent Michael Balcon zu der Zeit, als der Film entwickelt wurde, von seinem Erfolg gar nicht überzeugt; er hielt ihn vielmehr für „unverkäuflich“.
In der 1970 produzierten Krimiserie The Persuaders (deutscher Titel: Die 2), mit Roger Moore und Tony Curtis in den Titelrollen, wurde in der Episode Adel vernichtet das Thema aufgegriffen. Moore, in der Rolle des Lord Brett Sinclair, spielte in dieser Folge mehrere Personen seiner adeligen Familie, die von einem unbekannten Familienmitglied der Reihe nach umgebracht werden, um an den Herzogstitel zu kommen.
1985 drehte Dieter Hallervorden die Komödie Didi und die Rache der Enterbten, die ebenfalls von der Handlung von Adel verpflichtet beeinflusst ist.

## Synchronisation
| Rolle                            | Schauspieler   | Dt. Synchronstimme    |
| -------------------------------- | -------------- | --------------------- |
| Louis D’Ascoyne Mazzini          | Dennis Price   | Lothar Blumhagen      |
| Mitglieder der D’Ascoyne-Familie | Alec Guinness  | Siegmar Schneider     |
| Edith D’Ascoyne                  | Valerie Hobson | Eva Katharina Schultz |
| Sibella                          | Joan Greenwood | Uta Hallant           |
| Mama Mazzini                     | Audrey Fildes  | Gisela Reißmann       |
| Henker                           | Miles Malleson | Werner Schwier        |
| Lionel Holland                   | John Penrose   | Michael Chevalier     |
| Kronanwalt                       | Cecil Ramage   | Siegfried Schürenberg |

## Auszeichnungen
Der Regisseur Robert Hamer war 1949 mit Adel verpflichtet für den Goldenen Löwen der Filmfestspiele von Venedig nominiert. Außerdem war der Film ein Jahr später für einen British Film Academy Award als Bester Britischer Film nominiert. Das British Film Institute wählte Adel verpflichtet im Jahr 1999 auf Platz 6 der besten britischen Filme aller Zeiten.

## Kritiken
Das Lexikon des Internationalen Films schrieb: „Makabre Mörderkomödie, die auf intelligente Weise mit dem Entsetzen Scherz treibt und mit satirischem Witz und bissiger Ironie englische Lebensweisen karikiert. Hervorragend Alec Guinness in der Rolle der acht Opfer, die als Vertreter uralter Dekadenz mit skurrilen Eigenheiten behaftet sind.“ Zu einer ähnlichen Einschätzung gelangte der Evangelische Filmbeobachter: „Vornehm-elegante Mordkomödie typisch angelsächsicher Prägung mit einer darstellerischen Glanzleistung von Alec Guiness in acht Rollen. Die formalen Vorzüge heben die Abgründigkeit des Stoffes keineswegs auf. Deshalb [...] nur für verständige Erwachsene [...] geeignet.“ Katharina Stumm bemerkte auf critic.de: „Regisseur Robert Hamer entfaltet die Handlung retrospektiv und schafft über die würdevolle Zurückhaltung in den Kommentaren des Möchtegern-Herzogs einen humorvollen Kontrapunkt zu dessen mörderischem Treiben.“ Adolf Heinzlmeier und Berndt Schulz urteilten 1990 in Lexikon „Filme im Fernsehen“: „Klassiker der schwarzen Filmkomödie, der von der chamäleonhaften Verwandlungskunst des Hauptdarstellers (…) ebenso lebt wie von der skurrilen Logik des Drehbuchs.“ (Wertung: 3½ Sterne = außergewöhnlich)